# La Ligne droite (film, 1964)
Pour les articles homonymes, voir La Ligne droite.
La Ligne droite est un film français réalisé par Jacques Gaillard, sorti en 1964.

## Synopsis
Amputé d'une main pendant la guerre, traumatisé et ayant renoncé à poursuivre une carrière de coureur à pied, Stéphane est devenu vendeur de journaux. Heckel, son ancien entraîneur, le retrouve par hasard : il le persuade de reprendre son activité sportive. Stéphane participe de nouveau à des compétitions. Sa rencontre avec Gordon, coureur noir américain, va se révéler déterminante.

## Fiche technique
- Titre : La Ligne droite
- Réalisation : Jacques Gaillard
- Scénario et dialogues : Jacques Gaillard et Yves Gibeau, d'après son roman
- Photographie : Raymond Picon-Borel
- Musique : Pierre Jansen
- Montage : Denise Charvein
- Son : Jean Labussière
- Décors : Jean-Jacques Fabre
- Société de production : Ajym Films
- Directeur de production : Roland Nonin
- Durée : 92 min
- Genre : Comédie dramatique
- Date de sortie : 24 novembre 1964
- Visa d'exploitation : n° 24926 (délivré le 25 mai 1961)

## Distribution
- Daniel Ivernel
- Janine Darcey
- Jean-Claude Massoulier
- Guy Decomble
- Albert Rémy
- Raymond Carrivier
- Jean-Pierre Lafitte

## À propos du film
- « C'est un film que j'ai fait un peu en réaction contre la Nouvelle Vague et sur le plan du sujet et sur le plan de la forme. Sur le plan du sujet, en choisissant à dessein une histoire très structurée, un véritable mélodrame bourré de bons sentiments, et qui interdisait toutes les cabrioles qui m'énervaient chez des réalisateurs dont les insuffisances au niveau du sujet devenaient prétexte à liberté excessive et négligence au niveau de la technique. Et sur le plan de la forme en respectant les normes professionnelles, avec une excellente photo, un son soigné, un découpage d'une grande précision, mais suivant le principe de Clouzot qui conseillait d'avoir un découpage très structuré, quitte à tout refondre par la suite... » (Jacques Gaillard, entretien avec Guy Braucourt, La Revue du cinéma, no 246, janvier 1971, p. 88)
- Dans ce même entretien, Jacques Gaillard précise qu'après la liquidation d'Ajym Films[1], survenue avant l'achèvement du film, celui-ci n'est pas sorti « sauf au Canada et à la télévision dans une version qui n'était pas la mienne étant amputée de 11 minutes »